# Le Duel des gémeaux
Le Duel des gémeaux (The Gemini Contenders) est un roman de l'écrivain américain Robert Ludlum paru en 1976.

## Résumé
Décembre 1939... Une étrange organisation s'efforce de soustraire à l'attention des Allemands un coffre rempli de manuscrits anciens. Le précieux chargement quitte la Grèce en direction de l'Italie dans le plus grand secret. Quelques jours plus tard, une riche et influente famille d'industriels milanais est assassinée. Seul Vittorio, le fils aîné, échappe au massacre.
Quels sont les liens entre les deux affaires ? Pourquoi Vittorio demande-t-il sur son lit de mort à ses fils jumeaux d'élucider le mystère ? Pourquoi ces énigmatiques documents ont-ils causé la mort d'une famille et risquent-ils aujourd'hui de précipiter définitivement le monde dans le chaos ? Un terrible duel s'engage entre Andrew et Adrian, "gémeaux" déchirés qui comptent chacun remettre la main sur des documents explosifs et s'en servir... Pour le meilleur ou pour le pire. 